# アウディ・S8
S8は、ドイツの自動車メーカーであるアウディが製造する、A8を基にした高性能セダンである。Fセグメントに属する大型高級車であると同時に、専用グリルやスポーツサスペンション、専用パーツを装着し、高いスポーツ性を強調している。欧州では1997年から製造・販売している。

## 初代（1997-2003年）D2系
ASF（アウディ・スペース・フレーム）というアルミ製のスペースフレームにアルミパネルを架装するオールアルミボディを持つ。
エンジンは、当初は1気筒あたり4バルブの4.2 L V型8気筒DOHC（335 PS）が搭載され、マイナーチェンジを機に5バルブ4.2 L V型8気筒DOHCに換装された。3ステージ可変管長インテークマニホールド、可変バルブ機構などが採用されるこのユニットは出力360 PS@7,000 rpm、トルク43.9 kgf·m@3,300 rpmを発生する。駆動方式はアウディ伝統のクワトロ（トルセン式フルタイム4WD）。トランスミッションは6速マニュアルトランスミッション（MT）と、ステアリングでも操作が可能な5速オートマチックトランスミッション（AT）（ティプトロニック）が組み合わされる。サスペンションも全アルミニウム製で、フロント/4リンク・リヤ/トラペゾイダル（ダブルウイッシュボーン）式。
インテリアはフラグシップモデルにふさわしくレザー/アルカンターラ表皮の電動シート、エアクオリティ・センサー、フロント/リア・シートヒーターなども装備する。安全機構としてデュアル&サイド&ヘッドレベルエアバッグ、ESP（エレクトロニック・スタビリティ・プログラム）、EBD付きABS（アンチロック・ブレーキ・システム）、テンショニングシステム付きシートベルトなどを標準で装着。盗難防止装置としてイモビライザーを採用する。
日本へは2001年から正規輸入が開始された。左ハンドル、5ATのみ。車両価格は1,150万円。

## 2代目（2006年-2010年）D3系
2002年に初代S8の生産が終了した後、4年後の2006年6月にシングルフレームグリルを与えられ、生まれ変わった。新型アウディS8は東京モーターショーで発表された。
アウディ初となるV型10気筒エンジン搭載車である。FSI（ガソリン直噴エンジン）技術により、この新型5.2 L V型10気筒エンジンは最高出力450 PS@7,000 rpm、最大トルク55.1 kgf·mを発揮。わずか2,300 rpmという低い回転速度ですでに最大トルクの90%を発生する。最新世代のクワトロ・フルタイム4WDシステムと6速AT（ティプトロニック）を組み合わせている。また、初代同様アウディ独自の軽量なASFコンセプトを採用したアルミボディを組み合わせた。
インテリアには、デンマークの最高級音響機器メーカーであるバング&オルフセンが初めて開発した専用「B&Oアドバンスドサウンドシステム」を標準装備する。スポーツアダプティブエアサスペンションに、Sスタイリング20インチアルミホイールを装着する。
車両価格は1,485万円。

## 3代目（2011年-2019年）D4系
2011年のフランクフルトモーターショーにて発表。当代でアウディでは初となるシリンダーオンデマンドを採用し、高速道路などでの走行中に8気筒のうち4気筒を休止する。さらにアイドリングストップ、エネルギー回生システムも採用し、アウディならではのアルミボディを組み合わせたASFも採用された。
エンジンは最高出力は382 kW（520 PS）、最大トルク650 N·m@1,700-5,500 rpmを発生する4.0 L V型8気筒ツインターボを搭載する。アウディならではのクワトロ・フルタイム4WDと、トランスミッションでは8速AT（ティプトロニック）も採用。全輪駆動の大型セダンにして0-100 km/h加速は4.2秒、最高速度はリミッター搭載で250 km/hである。
インテリアには、ティプトロニックパドルシフト&ステアリングヒーター付本革 巻き3スポーク マルチファンクション ステアリングホイールを標準装備。「Audi drive select」という機能には5つの走行モードに切り替えることが可能である。ホイールには21インチアルミホイールを標準装備している。車両価格は1,580万円。

## 4代目（2019年-）D5系
2019年に発表。初めてショートホイールベースバージョンとロングホイールベースバージョンが提供され、北米仕様はロングホイールベースのS8Lのみとなる。名目上ハイエンドのA8L W12は、先代モデル以降提供されなくなった。そのため、S8が現在のフラッグシップモデルとなっている。